# Amanda Crew
Amanda Catherine Crew (Langley, Columbia Británica; 5 de junio de 1986) es una actriz de cine y televisión canadiense.

## Biografía
Crew comenzó su carrera interpretativa al ser contratada como habitual durante dos años en la serie de televisión para adolescentes 15/Love.
Sus otros trabajos en televisión, incluyen papeles recurrentes en la serie de ABC Life as We Know It y en la famosa serie de WB/CW Smallville.
Entre sus papeles más destacados se encuentra su participación en Destino final 3 en el año 2006 como Julie Christensen, y en Charlie St. Cloud; Siempre a mi lado en 2010 junto a Zac Efron como Tess Carroll.

## Filmografía

### Películas
- Some Other Woman (2018) como Eve Carver
- Freaks (2018) como Nancy Reed
- El Héroe de Berlín (2016) como Peggy
- El secreto de Adaline (2015) - Kiki[3]
- Jeepers Creepers 3: Cathedra (2015) como Sussy Owens
- The Identical (2014) - Helen Hamsley
- Crazy Kind of Love (2013) Bette Mack
- Jobs (2013) - Julie
- Repeaters (2011) Sonia
- Breaking the Girl (2011)[2]
- Charlie St. Cloud (2010) como Tess Carroll[2]
- Sex Drive (2008) Felicia Alpine
- The Break-Up Artist (2009) Britney Brooks
- The Haunting in Connecticut (2009) Wendy Campbell
- Monster Ark (2008) (TV) Joanna
- That One Night (2008) Marie
- John Tucker Must Die (2006) Hallway Girl #1
- She's the Man (2006) Kia Paulstor
- Destino final 3 (2006) Julie Christensen
- Meltdown: Days of Destruction (2006) (TV) Kimberly

### Series TV
- Silicon Valley (2014) Mónica (personaje fijo)
- Suits (2011) Lola Jensen (1 temporada, episodio 8)
- Whistler (2006) Carrie Miller (personaje fijo)
- Smallville (serie de TV) (2005) Sorority Girl (1 episodio)
- Life As We Know It (2005) Polly Brewer (2 episodios)
- 15/Love (2004–2005) Tanis McTaggart (23 episodios)